# Colocleora probola
Colocleora probola là một loài bướm đêm trong họ Geometridae.